# Anthony Vosahlo
Anthony Vosahlo (* 14. Januar 1975 in Saint-Geniès-de-Malgoirès, Département Gard) ist ein ehemaliger französischer Fußballspieler.

## Karriere
Vosahlo begann seine Karriere bei Olympique Nîmes, wo er in der Saison 1994/95 zu seinen ersten fünf Einsätzen in der zweiten Liga kam. 1995 stieg das Team in die dritte Liga ab. Im Jahr 1996 stand das Drittliga-Team im Pokalfinale, das zwar mit 1:2 gegen AJ Auxerre verloren ging, aber dennoch die Teilnahme am Europapokal in der kommenden Saison sicherte. Gleichzeitig stieg Nîmes 1997 wieder in die zweite Liga auf. Nach fünf weiteren Jahren in Nîmes wechselte Vosahlo 2002 zu Racing de Ferrol in die zweite spanische Liga. 2005 unterschrieb er beim französischen Zweitligisten FCO Dijon, bei dem er bis zu seinem Karriereende im Jahr 2010 spielte.